# Mourella caerulea
Mourella é um gênero de abelha sem ferrão presente na América do sul. Existem por volta de 500 espécies de abelhas sem ferrão no mundo catalogadas em diversos gêneros diferentes. Muitas espécies ainda não foram descobertas e outras estão passando por revisões para reenquadrá-las como novas espécies ou pertencentes a outros gêneros.
Existe até o momento 1 espécie de Mourella catalogada, sendo ela:
| Gênero   | Espécie           | Nome popular (se tiver) |
| Mourella | Mourella caerulea | bieira, mirim-do-chão   |